# Andrés Paz
Andrés Leonardo Paz (né le 30 novembre 1963 au Venezuela) est un joueur de football international vénézuélien, qui évoluait au poste de défenseur.

## Biographie

### Carrière en sélection
Avec l'équipe du Venezuela, il joue entre 1989 et 1995. 
Il figure dans le groupe des sélectionnés lors des Copa América de 1989 et de 1991.
Il joue également trois matchs comptant pour les tours préliminaires de la coupe du monde 1990.

## Palmarès
Deportivo Táchira
- Championnat du Venezuela (1) :
  - Vainqueur : 1986.